# Tom et Lola (série télévisée)
Pour les articles homonymes, voir Tom et Lola.
Production
Diffusion
Tom et Lola est une série télévisée franco-belge réalisée par Jason Roffé, Stephan Kopecky, Octave Raspail, Adeline Darraux et Thierry Petit, et diffusée pour la première fois en Belgique à partir du 21 septembre 2024 sur La Une et en France à partir du 1er octobre 2024 sur France 3.
Cette comédie policière est une coproduction de DEMD Productions (Mediawan), France Télévisions, Be-FILMS et la RTBF (télévision belge), réalisée avec le soutien de la  région Provence-Alpes-Côte d'Azur et de la métropole Toulon-Provence-Méditerranée,,,.

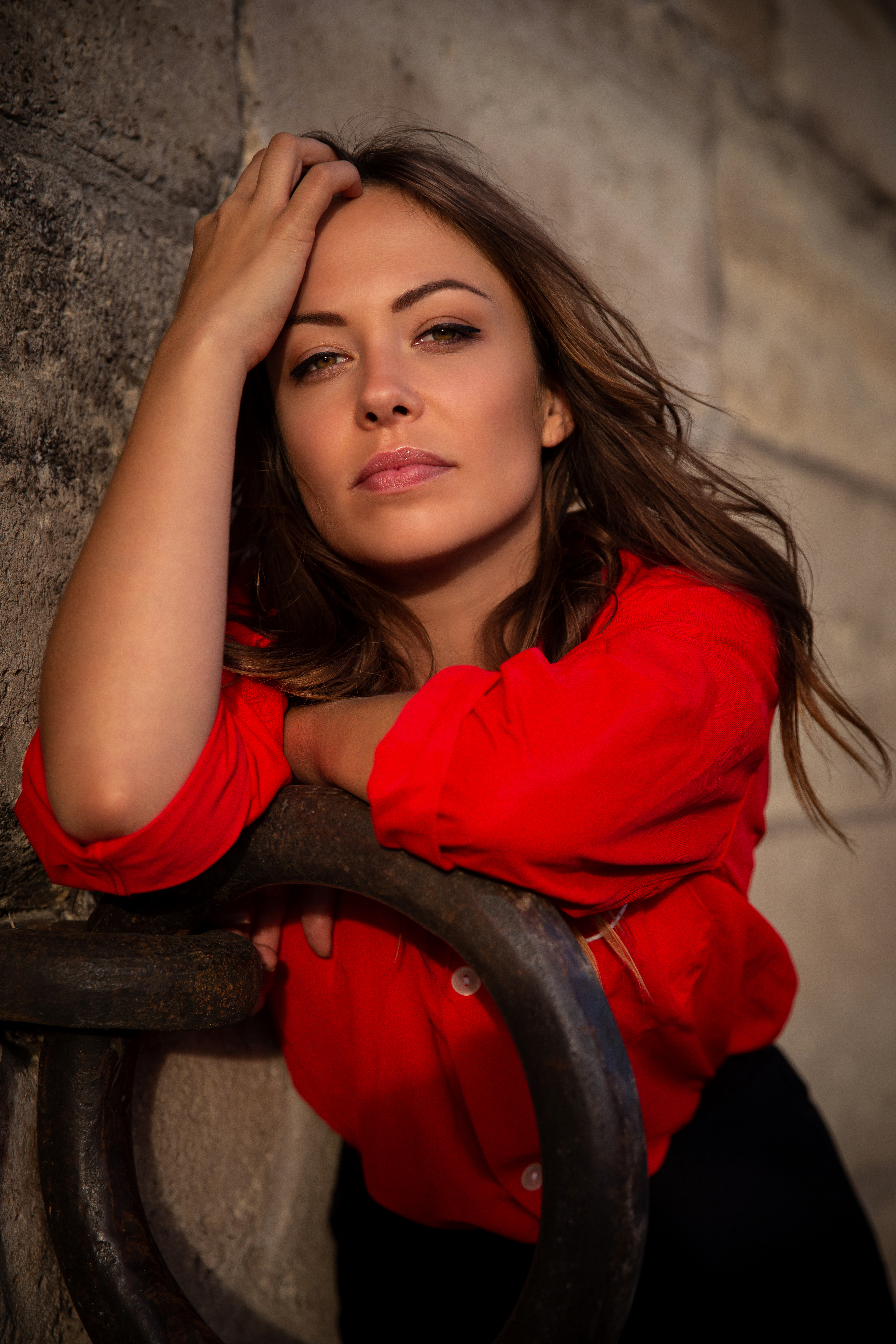
Dounia Coesens.

## Synopsis
Tom et Lola sont amis depuis l'enfance.
Lola, qui est capitaine à la PJ, habite avec ses deux enfants et accepte de prendre Tom comme colocataire, car il a des problèmes de couple qu'il espère temporaires.
Le principal reproche que lui fait sa femme est de ne pas consacrer assez de temps à sa fille Ludivine, à cause de son travail de capitaine à la brigade des Stups.
Tom surprend une conversation à ce sujet entre Ludivine et Lola, qui est sa marraine : cela lui ouvre les yeux et il se fait muter des Stups à la PJ, dans l'unité de Lola.
Tom et Lola deviennent donc non seulement colocataires mais également collègues alors que leurs tempéraments et leurs méthodes ne s'accordent pas vraiment.

## Distribution principale
- Dounia Coesens : Lola Briand, capitaine à la PJ
- Pierre-Yves Bon : Tom Serino, officier à la brigade des Stups
- Évelyne El Garby-Klaï : commissaire  Suzanne Vaudoyer
- Élodie Varlet : Gaëlle Delaître, la légiste
- Yassine Hitch : lieutenant Mehdi Belkacem
- Grégoire Paturel : lieutenant Jordan Lacombe
- Marie-Hélène Lentini : Baya, la mère de Lola
- Eva Lipmann : Morgane, la fille de Lola
- Gabin Visona : Alexis, le fils de Lola
- Jérémie Poppe : Anthony, le père d'Alexis
- Blandine Papillon : Cynthia, la femme de Tom
- Leeloo Eyme : Ludivine, la fille de Tom
- Laurent Marion : Guillaume, le procureur

## Production

### Genèse et développement
Les premiers épisodes de la série sont écrits par Camille Couasse et Sarah Farkas, Juliette Fourniez-Motta et Emmanuel Jacomet, Joseph Lantigny et Khajag Soudjian, Charlène Galan et Aurore Bruey.
La production ambitionne de poursuivre sur les sept, huit ou neuf prochaines années : « On a fait sept ans avec Caïn à Marseille, huit ans à Montpellier avec Tandem, pourquoi pas neuf ans ici avec Tom et Lola. ».
La maire de La Seyne-sur-Mer précise : « On a chiffré les retombées par année à 1 million 700 000 euros. Sachant qu'on en attend 7 ou 8, c'est pas mal. ».
Le 2 septembre 2024, le magazine américain Variety annonce que le service de vidéo à la demande américain MHz Choice a acheté les droits de diffusion des douze épisodes de Tom et Lola aux États-Unis,.

### Attribution des rôles
Les rôles principaux sont interprétés par Dounia Coesens et Pierre-Yves Bon,.
Le producteur Sébastien Pavard explique : « Je connaissais Pierre-Yves que j'avais vu dans d'autres fictions mais nous avions surtout écrit le rôle de Lola avec Dounia en tête. Nous lui en avons parlé assez rapidement car elle représentait tout ce que l'on voulait insuffler à la série. Nous avions vu Pierre-Yves dans Piste noire, France Télévisions nous a rapidement parlé de lui et nous lui avons accordé toute notre confiance. ».
Dounia Coesens, qui incarne Lola, une capitaine de police, indique : « Elle a deux enfants, c'est une mère courage, qui porte sa famille à bout de bras, qui ne supporte pas qu'on lui donne des leçons sur ce qu'elle fait. ».
De son côté, Pierre-Yves Bon précise, amusé : « Avec Dounia on est en colocation, comme les personnages. On va en profiter pour beaucoup bosser, ça peut accentuer et révéler à l'image des choses sympas. ».
La distribution comprend également Élodie Varlet, qui donnait la réplique à Dounia Coesens dans la série quotidienne Plus belle la vie de France 3 : « C'était assez rigolo parce que, quand Dounia a commencé ce projet, on en avait parlé un soir et le lendemain j'ai reçu une demande de casting. Mais il n'y a pas eu d'intervention, c'était le hasard. ».

### Tournage
Le tournage des 4 premiers épisodes de la série se déroule du 15 novembre au 12 décembre 2023 à La Seyne-sur-Mer et Toulon, tandis que les épisodes 5 à 8 sont tournés à partir du 29 avril 2024 notamment à l'Anse Méjean, à la place du Globe et au Carré du port de Toulon, et les épisodes 9 à 12 en juin 2024,,,,.
Le producteur Sébastien Pavard confie avoir choisi La Seyne-sur-Mer « car il y a plus de 300 jours de soleil par an et parce que nous avons trouvé de magnifiques décors. ».
Le plateau de tournage comprend un appartement et un commissariat. Une partie de l'ancienne école Mabily est devenue la maison de Lola et un commissariat de police désaffecté a été transformé en « commissariat high tech ». La directrice de production de la série Erika Wicke avoue avoir eu « un coup de cœur pour les lieux qui ont une âme ». Elle souligne également : « Près de 80 personnes, issues de différents corps de métiers, travaillent sur Tom et Lola. La plupart des techniciens et des figurants sont recrutés localement. ».
La maire de La Seyne-sur-Mer précise : « Ils ont investi énormément d'argent pour requalifier ces espaces, puisque le commissariat, tel que vous le voyez, n'est pas du tout celui qu'ils ont trouvé. ».

### Fiche technique
Sauf indication contraire, les informations mentionnées dans cette section peuvent être confirmées par la base de données cinématographiques Allociné,  présente dans la section « Liens externes ».
- Titre français : Tom et Lola
- Genre : Comédie policière[11],[5],[14]
- Production : Sébastien Pavard et Cyril Hauguel[6],[15]
- Sociétés de production : DEMD Productions (Mediawan), France Télévisions, Be-FILMS et la RTBF[1],[2],[3],[4]
- Réalisation : Jason Roffé (ép. 1 et 2), Stephan Kopecky (ép. 3 et 4), Thierry Petit (ép. 5 et 6), Octave Raspail (ép. 7 et 8), Jason Roffé (ép. 9 et 10) et Adeline Darraux (ép. 11 et 12)[15]
- Scénario : Camille Couasse et Sarah Farkas (ép. 1), Juliette Fourniez-Motta et Emmanuel Jacomet (ép. 2), Joseph Lantigny et Khajag Soudjian (ép. 3), Charlène Galan et Aurore Bruey (ép. 4), Élise Ayrault et Caroline Franc (ép. 5), Alexia De Oliveira Gomes (ép. 6), Thomas Boullé (ép. 7), Élise Thibaut (ép. 8), Ingrid Lanzenberg et Simon Rocheman (ép. 9), Céline Ramirez et Denis Alamercery (ép. 10 et 11), Soiliho Bodin (ép. 11) et Anthony Maugendre (ép. 12)[2],[15]
- Musique : Charles Sicouri
- Décors : Stéphane Perazzi
- Costumes : Laurence Benoît et Aurélie Maretto
- Photographie : Jérôme Carles
- Son : Sébastien de Monchy
- Montage : Pauline Rebière
- Pays de production :  France /  Belgique
- Langue originale : français
- Format : couleur
- Nombre de saisons : 1
- Nombre d'épisodes[2] : 12
- Durée : 52 minutes[2]
- Dates de première diffusion :
- Belgique : 21 septembre 2024 sur La Une
- France : 1er octobre 2024 sur France 3[16]

## Épisodes
1. En apnée
2. Une affaire de savon
3. Du sang dans les nuages
4. Jeu de piste
5. Cap ou pas cap
6. Une mort d'avance
7. Le trésor des templiers
8. Sur la piste de Monte Cristo
9. Chaud, froid
10. Astronomie et plus
11. Mystère en mer
12. Syndrome du super-héros

## Accueil

### Audiences et diffusion

#### En Belgique
En Belgique, la série est diffusée le samedi à 20 h 50 sur La Une par salve de deux puis trois épisodes du 21 septembre 2024 au 19 octobre 2024.
| Épisode              | Diffusion                | Diffusion            | Audience moyenne          | Audience moyenne | Réf.   |
| Épisode              | Jour                     | Horaire              | Nombre de téléspectateurs | Classement       | Réf.   |
| -------------------- | ------------------------ | -------------------- | ------------------------- | ---------------- | ------ |
| 1                    | Samedi 21 septembre 2024 | 20 h 50 - 21 h 55    | 235 417                   | 2e               | [ 17 ] |
| 2                    | Samedi 21 septembre 2024 | 21 h 55 - 22 h 50    | 235 417                   | 2e               | [ 17 ] |
| 3                    | Samedi 28 septembre 2024 | 20 h 50 - 21 h 55    | 225 265                   | 2e               | [ 18 ] |
| 4                    | Samedi 28 septembre 2024 | 21 h 55 - 22 h 50    | 225 265                   | 2e               | [ 18 ] |
| 5                    | Samedi 5 octobre 2024    | 20 h 50 - 21 h 55    | 237 175                   | 2e               | [ 19 ] |
| 6                    | Samedi 5 octobre 2024    | 21 h 55 - 22 h 50    | 237 175                   | 2e               | [ 19 ] |
| 7                    | Samedi 12 octobre 2024   | 20 h 50 - 21 h 55    | 222 059                   | 2e               | [ 20 ] |
| 8                    | Samedi 12 octobre 2024   | 21 h 55 - 22 h 50    | 222 059                   | 2e               | [ 20 ] |
| 9                    | Samedi 12 octobre 2024   | 22 h 50 - 23 h 50    | 222 059                   | 2e               | [ 20 ] |
| 10                   | Samedi 19 octobre 2024   | 20 h 50 - 21 h 50    | 224 463                   | 1er              | [ 21 ] |
| 11                   | Samedi 19 octobre 2024   | 21 h 50 - 22 h 50    | 224 463                   | 1er              | [ 21 ] |
| 12                   | Samedi 19 octobre 2024   | 22 h 50 - 23 h 50    | 224 463                   | 1er              | [ 21 ] |
|                      |                          |                      |                           |                  |        |
| Moyenne de la saison | Moyenne de la saison     | Moyenne de la saison | 228 876                   |                  |        |

- Les plus hauts chiffres d'audience
- Les plus bas chiffres d'audience

#### En France
En France, la série est diffusée le mardi à 21 h 05 sur France 3 par salve de deux épisodes du 1er octobre au 5 novembre 2024.
| Épisode              | Diffusion              | Diffusion            | Audience moyenne          | Audience moyenne                       | Audience moyenne         | Audience moyenne | Réf.   |
| Épisode              | Jour                   | Horaire              | Nombre de téléspectateurs | Part de marché (sur les 4 ans et plus) | Part de marché (FRDA-50) | Classement       | Réf.   |
| -------------------- | ---------------------- | -------------------- | ------------------------- | -------------------------------------- | ------------------------ | ---------------- | ------ |
| 1                    | Mardi 1er octobre 2024 | 21 h 05 - 22 h 00    | 4 190 000                 | 20,1 %                                 | 8,4 %                    | 1er              | [ 22 ] |
| 2                    | Mardi 1er octobre 2024 | 22 h 00 - 22 h 50    | 3 650 000                 | 19,8 %                                 | 8,4 %                    | 1er              | [ 22 ] |
| 3                    | Mardi 8 octobre 2024   | 21 h 05 - 21 h 55    | 3 810 000                 | 18,7 %                                 | 8,2 %                    | 1er              | [ 23 ] |
| 4                    | Mardi 8 octobre 2024   | 21 h 55 - 22 h 45    | 3 320 000                 | 18,7 %                                 | 8,2 %                    | 1er              | [ 23 ] |
| 5                    | Mardi 15 octobre 2024  | 21 h 05 - 21 h 55    | 3 710 000                 | 18,2 %                                 | 9 %                      | 1er              | [ 24 ] |
| 6                    | Mardi 15 octobre 2024  | 21 h 55 - 22 h 50    | 3 380 000                 | 19,1 %                                 | 9 %                      | 1er              | [ 24 ] |
| 7                    | Mardi 22 octobre 2024  | 21 h 05 - 22 h 00    | 3 850 000                 | 18,5 %                                 | 8,2 %                    | 1er              | [ 25 ] |
| 8                    | Mardi 22 octobre 2024  | 22 h 00 - 22 h 45    | 3 530 000                 | 18,9 %                                 | 8,2 %                    | 1er              | [ 25 ] |
| 9                    | Mardi 29 octobre 2024  | 21 h 05 - 21 h 55    | 3 230 000                 | 15,9 %                                 | 7,4 %                    | 2e               | [ 26 ] |
| 10                   | Mardi 29 octobre 2024  | 21 h 55 - 22 h 45    | 3 050 000                 | 16,8 %                                 | 7,4 %                    | 2e               | [ 26 ] |
| 11                   | Mardi 5 novembre 2024  | 21 h 05 - 21 h 55    | 3 660 000                 | 18,2 %                                 | 6 %                      | 1er              | [ 27 ] |
| 12                   | Mardi 5 novembre 2024  | 21 h 55 - 22 h 50    | 3 360 000                 | 19,3 %                                 | 6 %                      | 1er              | [ 27 ] |
|                      |                        |                      |                           |                                        |                          |                  |        |
| Moyenne de la saison | Moyenne de la saison   | Moyenne de la saison | 3 560 000                 | 18,5 %                                 | 7,9 %                    |                  | [ 28 ] |

- Les plus hauts chiffres d'audience
- Les plus bas chiffres d'audience

### Accueil critique
Allociné est conquis : « Ce qu'on apprécie peut-être le plus, c'est de voir combien les personnages sont bien écrits et combien ils fonctionnent bien ensemble. ».